# Volhynia
Volhynia (còn viết là Volynia) (tiếng Ukraina: Воли́нь, đã Latinh hoá: Volyn', tiếng Ba Lan: Wołyń, tiếng Nga: Волы́нь, đã Latinh hoá: Volýnʹ), là một khu vực lịch sử tại Trung và Đông Âu, giữa miền đông nam Ba Lan, miền tây nam Belarus và miền tây Ukraina. Ranh giới của khu vực này không được xác định rõ ràng, nhưng lãnh thổ mang cùng tên với nó là tỉnh Volyn ở miền tây Ukraine.
Volhynia từng qua tay nhiều lần trong lịch sử và bị phân chia giữa các cường quốc kình địch nhau. Trong nhiều thế kỷ khu vực là bộ phận của Thịnh vượng chung Ba Lan-Litva. Sau đó bị Đế quốc Nga sáp nhập trong quá trình phân chia Ba Lan cuối thế kỷ 18. Các thành phố quan trọng trong khu vực là Zhytomyr, Rivne, Lutsk, Zviahel và Volodymyr.

## Từ nguyên
- tiếng Ukraina: Волинь, đã Latinh hoá: Volyn';
- tiếng Ba Lan: Wołyń;
- tiếng Litva: Voluinė hay Volynė;
- tiếng Slovak: Volyňa;
- tiếng Séc: Volyň;
- tiếng Hungary: Volhínia;
- tiếng Đức: Wolhynien hay Wolynien (đều đọc là [voˈlyːni̯ən]); tiếng Đức Volhynia: Wolhynien, Wolhinien, Wolynien hay Wolinien (đều đọc là [voˈliːni̯ən]);
- tiếng Yid: װאָהלין, đã Latinh hoá: Vohlin.

Tên gọi khác của khu vực là Lodomeria theo tên thành phố Volodymyr, nơi từng là thủ phủ chính trị của Thân vương quốc Volhynia thời trung cổ.
Theo một số nhà sử học, khu vực này được đặt theo tên của một thành phố bán huyền thoại là Volin hoặc Velin, được cho là nằm trên sông Nam Bug, tên của thành phố này có thể xuất phát từ gốc tiền-Slav *vol/vel- 'ướt'. Trong các phiên bản khác, thành phố nằm cách Volodymyr hơn 20 km về phía tây, gần cửa sông Huczwa, một nhánh của sông Tây Bug.

## Địa lý

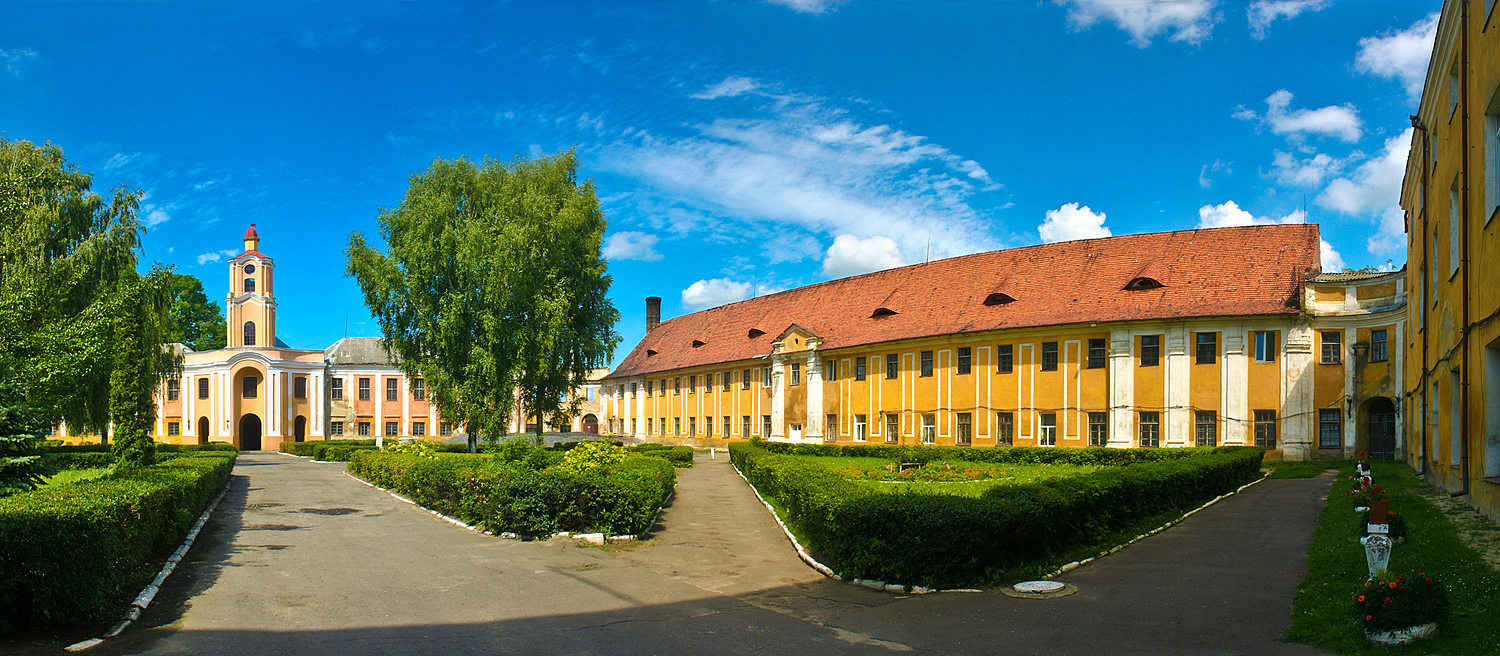
Lâu đài Olyka từng là trụ sở chính của gia đình thân vương Radziwiłł tại Volhynia

Về mặt địa lý, khu vực chiếm các phần phía bắc của vùng đất cao Volhynia-Podolia và các phần phía tây của vùng đất thấp Polesia, dọc theo thung lũng sông Prypyat và là một phần của Đồng bằng Đông Âu rộng lớn, giữa sông Tây Bug ở phía tây và thượng nguồn của các sông Uzh và Teteriv. Trước khi phân chia Ba Lan cuối thế kỷ 18, rìa phía đông kéo dài một chút về phía tây dọc theo hữu ngạn của sông Sluch hoặc ngay phía đông của nó. Trong lãnh thổ của Volhynia có Tiểu Polisie, một vùng đất thấp thực sự chia vùng đất cao Volhynia-Podolia thành vùng đất cao Volhynia riêng biệt và vùng ngoại vi phía bắc của vùng đất cao Podolia, được gọi là vùng đồi Kremenets. Volhynia nằm trong lưu vực của sông Tây Bug và Prypyat, do đó hầu hết các con sông của nó đều chảy theo hướng bắc hoặc tây.
So với các khu vực lịch sử khác, nó nằm ở phía đông bắc của Galicia, phía đông của Tiểu Ba Lan và phía tây bắc của Podolia. Biên giới của khu vực không được xác định rõ ràng và nó thường được coi là chồng lên một số khu vực khác, trong đó có Polesia và Podlasie.
Các lãnh thổ của Volhynia trong lịch sử hiện nay là một phần của các tỉnh Volyn, Rivne và một phần của các tỉnh Zhytomyr, Ternopil và Khmelnytskyi của Ukraina, cũng như một phần của Ba Lan (Chełm). Các thành phố lớn bao gồm Lutsk, Rivne, Kovel, Volodymyr, Kremenets (tỉnh Ternopil) và Starokostiantyniv (tỉnh Khmelnytskyi). Trước Chiến tranh thế giới thứ hai, nhiều shtetl (thị trấn nhỏ) của người Do Thái, chẳng hạn như Trochenbrod và Lozisht, là một phần không thể thiếu của khu vực.:770 Tại một thời điểm, toàn bộ Volhynia là một phần của Hàng rào định cư cho phép người Do Thái định cư Đế quốc Nga chỉ định ở biên giới cực tây nam của lãnh thổ quốc gia.

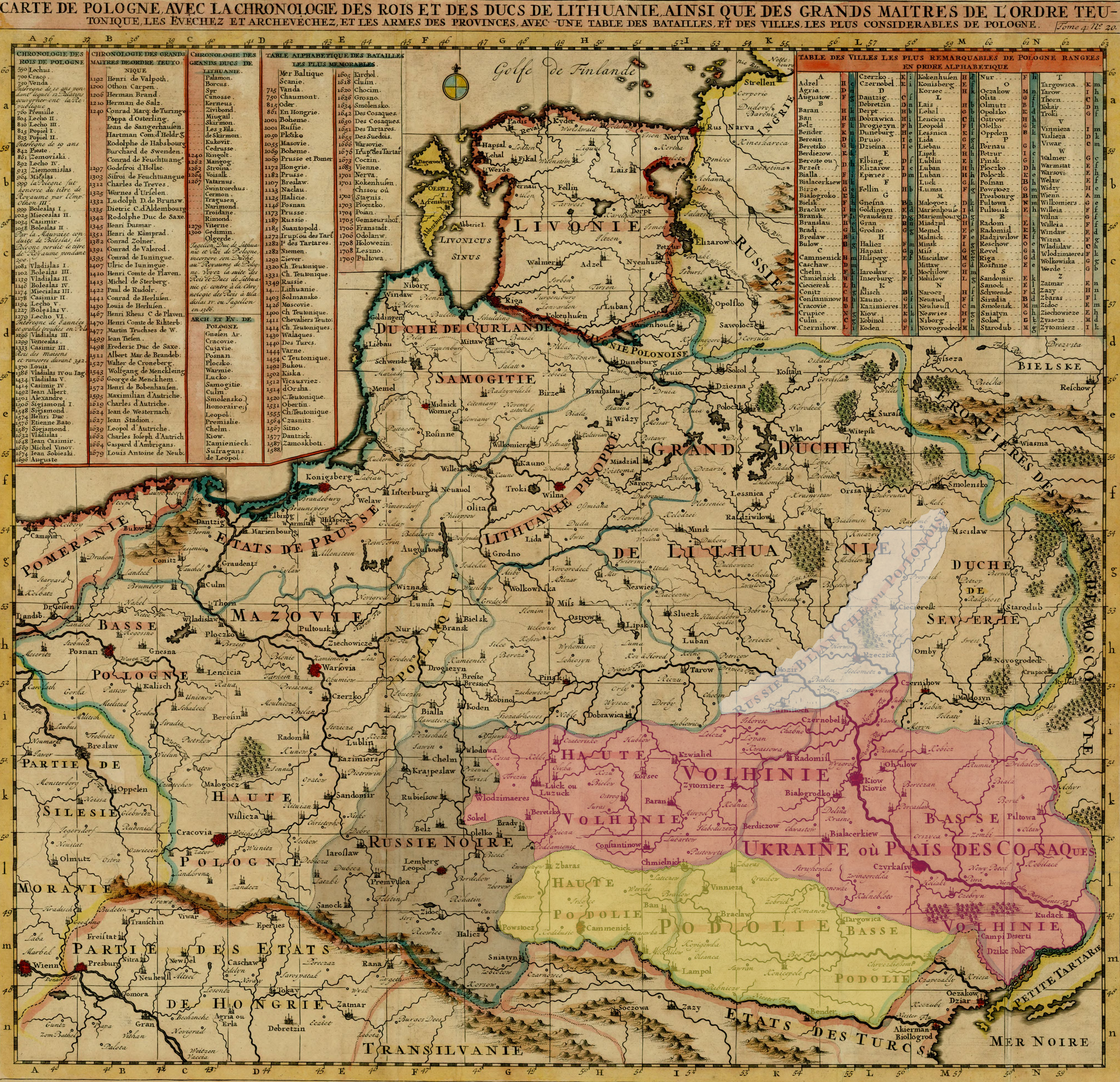
Volhynia (Volhinie) có màu đỏ trong một bản đồ của nhà lập bản đồ người Pháp Henri Chatelain vào năm 1712. Ruthenia Trắng có màu trắng, Ruthenia Đen có màu đen, và Podolia có màu vàng.

## Lịch sử
Những ghi chép đầu tiên có thể bắt nguồn từ các biên niên sử của người Ruthenia, chẳng hạn như Biên niên sử sơ cấp, đề cập đến các bộ lạc Dulebe, Buzhan và Volhynia. Vùng đất đã được đề cập trong các tác phẩm của Al-Masudi và Abraham ben Jacob rằng vào thời cổ đại, Walitābā và vua Mājik, mà một số người đọc là Walīnānā và được xác định với người Volhynia, là "người Saqaliba thuần chủng, nguyên thủy, được tôn vinh nhất" và thống trị phần còn lại của các bộ lạc Slav, nhưng do "bất đồng quan điểm" nên "tổ chức ban đầu của họ đã bị phá hủy" và "người dân chia thành các phe phái, mỗi phe do vua của mình cai trị", ngụ ý sự tồn tại của một Liên bang Slav đã bị diệt vong sau cuộc tấn công của người Avar Pannonia.:37
Volhynia có thể đã được đưa vào (hoặc nằm trong phạm vi ảnh hưởng của) Đại công quốc Kyiv (Ruthenia) ngay từ thế kỷ 10. Vào thời điểm đó, Đại công tước phu nhân Olga đã phái một cuộc tấn công trừng phạt chống lại người Drevlia để trả thù cho cái chết của chồng bà là Đại công tước Igor (Ingvar Röreksson); sau đó bà thành lập các pogost hành chính dọc theo sông Luha. Theo ý kiến của nhà sử học Ukraina Yuriy Dyba, cụm từ biên niên sử «и оустави по мьстѣ. погосты và дань. и по лузѣ погосты и дань и ѡброкы» (và thiết lập các pogost và cống nạp dọc theo Luha), hướng đi của các pogost và cống nạp phản ánh lộ trình thực tế cuộc tấn công của Olga chống lại người Drevlia xa hơn về phía tây, cho đến nhánh sông Luha của Tây Bug.
Ngay từ năm 983, Vladimir Đại đế đã bổ nhiệm con trai mình là Vsevolod làm người cai trị Thân vương quốc Volhynia. Năm 988, ông thành lập thành phố Volodymer (Володимѣръ).

Lịch sử ban đầu của Volhynia trùng khớp với lịch sử của các công quốc hoặc thân vương quốc Halych và Volhynia. Hai quốc gia kế thừa Rus Kyiv này đã thành lập nhà nước Halych-Volhynia từ thế kỷ 12 đến 14. 

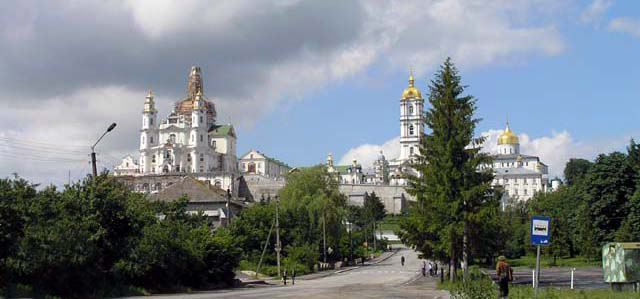
Pochaiv Lavra, trung tâm tâm linh của Giáo hội Chính thống giáo Ukraina tại Volhynia.

Su khi Đại công quốc Halych-Volhynia tan rã vào khoảng năm 1340, Vương quốc Ba Lan và Đại công quốc Litva phân chia khu vực giữa họ, theo đó Ba Lan chiếm Tây Volhynia và Litva chiếm Đông Volhynia (1352–1366). Sau năm 1569, Volhynia được tổ chức như một tỉnh của Thịnh vượng chung Ba Lan-Litva. Trong thời kỳ này, nhiều người Ba Lan và người Do Thái định cư trong khu vực. Các nhà thờ Công giáo La Mã và Hy Lạp được thành lập trong tỉnh. Năm 1375, một giáo phận Công giáo La Mã của Lodomeria được thành lập, nhưng nó bị đàn áp vào năm 1425. Nhiều nhà thờ Chính thống giáo đã tham gia tổ chức Công giáo Hy Lạp để hưởng lợi từ một địa vị pháp lý hấp dẫn hơn. Hồ sơ về các thuộc địa nông nghiệp đầu tiên của người Mennonite, là những người theo đạo Tin lành từ Đức, có từ năm 1783.
Sau khi Thịnh vượng chung Ba Lan-Litva bị phân chia lần thứ ba vào năm 1795, Volhynia được sáp nhập thành tỉnh Volhynia (Volyn) của Đế quốc Nga. Tỉnh này có diện tích 71.852,7 km². Sau vụ sáp nhập này, chính phủ Nga thay đổi đáng kể cấu trúc tôn giáo của khu vực: họ buộc thanh lý Giáo hội Công giáo Hy Lạp Ukraina, chuyển tất cả các tòa nhà của họ sang quyền sở hữu và kiểm soát của Giáo hội Chính thống Nga. Nhiều tòa nhà của Giáo hội Công giáo La Mã cũng được trao cho Giáo hội Nga. Giáo phận Công giáo La Mã Lutsk đã bị đàn áp theo lệnh của Nữ hoàng Yekaterina II.
Năm 1897, dân số tỉnh Volyn là 2.989.482 người (41,7/km²). Con số bao gồm 73,7% người Đông Slav (chủ yếu là người Ukraina), 13,2% người Do Thái, 6,2% người Ba Lan và 5,7% người Đức. Hầu hết những người Đức định cư đã nhập cư từ Ba Lan Lập hiến. Một số ít người Séc định cư cũng di cư đến đây. Mặc dù về mặt kinh tế, khu vực này đang phát triển khá nhanh chóng, nhưng trước Thế chiến thứ nhất, đây vẫn là tỉnh nông thôn nhất ở miền Tây của Đế quốc Nga.

### Cộng hòa Nhân dân Ukraina
Sau Cách mạng tháng Hai và sự kiện thành lập Chính phủ lâm thời Nga, những người theo chủ nghĩa dân tộc Ukraina tuyên bố thành lập Cộng hòa Nhân dân Ukraina tự trị. Lãnh thổ của Volhynia bị chia đôi theo một chiến tuyến ngay phía tây thành phố Lutsk. Do một cuộc xâm lược của những người Bolshevik, chính phủ Ukraina đã buộc phải rút lui về Volhynia sau khi Kyiv bị chiếm lĩnh. Viện trợ quân sự từ Liên minh Trung tâm là kết quả của Hiệp ước Brest-Litovsk, giúp mang lại hòa bình và ổn định ở một mức độ nhất định trong khu vực.
Từ đó cho đến khi chiến tranh kết thúc, khu vực này chứng kiến sự hồi sinh của văn hóa Ukraina sau nhiều năm bị Nga áp bức và từ chối các truyền thống của Ukraina. Sau khi quân Đức rút đi, toàn bộ khu vực bị nhấn chìm bởi một làn sóng hành động quân sự mới của người Ba Lan và người Nga nhằm tranh giành quyền kiểm soát lãnh thổ. Quân đội Nhân dân Ukraina buộc phải chiến đấu trên ba mặt trận: những người Bolshevik, người Ba Lan và Quân tình nguyện Đế quốc Nga.

### Giai đoạn giữa hai thế chiến

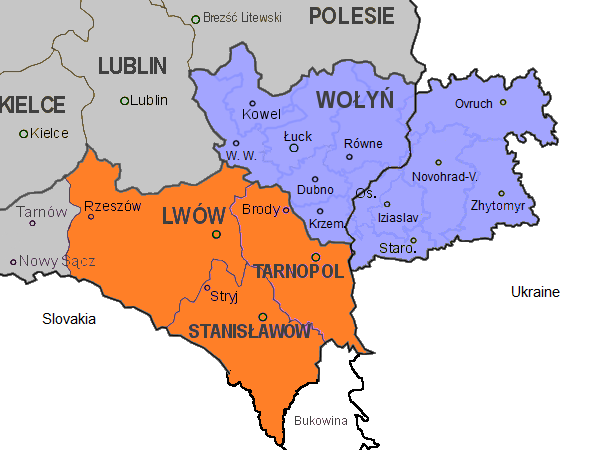
Bản đồ phân chia Volhynia (màu xanh) giữa phần Ukraina và Ba Lan (Wołyń) và Đông Galicia (màu cam) năm 1939

Năm 1921, sau khi Chiến tranh Ba Lan-Liên Xô kết thúc, một hiệp ước được gọi là Hòa ước Riga đã phân chia tỉnh Volyn giữa Ba Lan và Liên Xô. Ba Lan chiếm phần lớn hơn và thành lập tỉnh Wołyń (Volhynia).
Hầu hết phần phía đông tỉnh Volyn trở thành một phần của Ukraina Xô viết, cuối cùng được chia thành các khu nhỏ hơn. Trong thời kỳ đó, một số khu dân tộc được hình thành bên trong Ukraina Xô viết nằm trong quá trình tự do hóa văn hóa. Các chính sách Ba Lan hóa ở Ba Lan dẫn đến sự hình thành các phong trào kháng chiến khác nhau ở Tây Ukraina và Tây Belarus, bao gồm cả ở Volhynia. Năm 1931, Vatican thành lập miền Phủ Doãn Tông Tòa Công giáo Ukraina của Volhynia, Polesia và Pidliashia, nơi giáo đoàn thực hành Nghi thức Byzantine bằng tiếng Ukraina.
Từ năm 1935 đến năm 1938, chính phủ Liên Xô trục xuất nhiều công dân từ Volhynia trong một đợt di chuyển dân số đến Siberia và Trung Á, trong quá trình diệt trừ phú nông, một nỗ lực nhằm đàn áp nông dân trong khu vực. Những người này bao gồm cả người Ba Lan ở Đông Volhynia.

### Thế chiến II
Sau khi ký kết Hiệp ước Molotov–Ribbentrop vào năm 1939, và sau đó là cuộc xâm lược và phân chia lãnh thổ Ba Lan giữa Đức và Liên Xô, Liên Xô đã xâm chiếm và chiếm đóng phần Volhynia của Ba Lan. Trong quá trình di chuyển dân số của Đức Quốc xã-Liên Xô sau liên minh Đức-Xô (tạm thời) này, hầu hết dân số thiểu số người Đức ở Volhynia đã được chuyển đến các khu vực Ba Lan bị Đức Quốc xã sáp nhập. Sau các vụ trục xuất và bắt giữ hàng loạt do NKVD thực hiện và các hành động đàn áp người Ba Lan do Đức thực hiện, bao gồm trục xuất đến Đức để đến các trại lao động cưỡng bức, bắt giữ, giam giữ trong trại và hành quyết hàng loạt, đến năm 1943, người Ba Lan chỉ chiếm 10–12% toàn bộ dân số của Volhynia.
Trong cuộc xâm lược của Đức, khoảng 50.000–100.000 người Ba Lan ở Volhynia đã bị Quân nổi dậy Ukraina tàn sát. Số nạn nhân Ukraina trong các cuộc tấn công trả đũa của Ba Lan cho đến mùa xuân năm 1945 được ước tính là khoảng 2.000−3.000 người ở Volhynia. Năm 1945, Ukraina thuộc Liên Xô đã trục xuất người dân tộc Đức khỏi Volhynia sau khi chiến tranh kết thúc, tuyên bố rằng Đức Quốc xã đã sử dụng người dân tộc Đức ở Đông Âu như một phần của Kế hoạch chung Ost.
Liên Xô sáp nhập Volhynia vào Ukraina sau khi Thế chiến II kết thúc. Năm 1944, những người cộng sản ở Volyhnia đã đàn áp miền Phủ Doãn Tông Tòa Công giáo Ukraina. Hầu hết những người dân tộc Ba Lan còn lại đã bị trục xuất sang Ba Lan vào năm 1945. Kể từ khi Liên Xô tan rã vào những năm 1990, Volhynia là một phần của Ukraina.